# Erwin Grochla
Erwin Grochla (* 23. Mai 1921 in Hindenburg O.S., Oberschlesien; † 2. Juni 1986 in Köln) war ein deutscher Ordinarius für Betriebswirtschaftslehre.

## Leben
Grochla studierte nach einer Lehre mit anschließender Berufstätigkeit in der Industrie und Verwaltung ab dem Wintersemester 1947 zunächst an der Berliner Humboldt-Universität und später im Westteil der Stadt an der Freien Universität Berlin Betriebswirtschaftslehre. Dort legte er im Jahr 1950 seine Diplomprüfung zum Diplom-Kaufmann ab. 1953 promovierte er an der FU Berlin zum Dr. rer. pol. Von 1951 bis 1956 war er wissenschaftlicher Assistent bei Erich Kosiol und Lehrbeauftragter an der FU Berlin. 1957 erfolgte an der FU Berlin die Habilitation für das Fach Betriebswirtschaftslehre. Anschließend wirkte er als beamteter Privatdozent an der FU Berlin. Im Sommersemester 1958 wurde ihm die Verwaltung des Lehrstuhls für Betriebswirtschaftslehre an der Universität Mainz angetragen. Kurze Zeit später erfolgte die Berufung auf diesen Lehrstuhl. Zur gleichen Zeit erhielt er einen Ruf an die damalige Wirtschaftshochschule Mannheim. Er nahm diese Berufung an und wurde am 16. Dezember 1958 zum ordentlichen Professor ernannt.

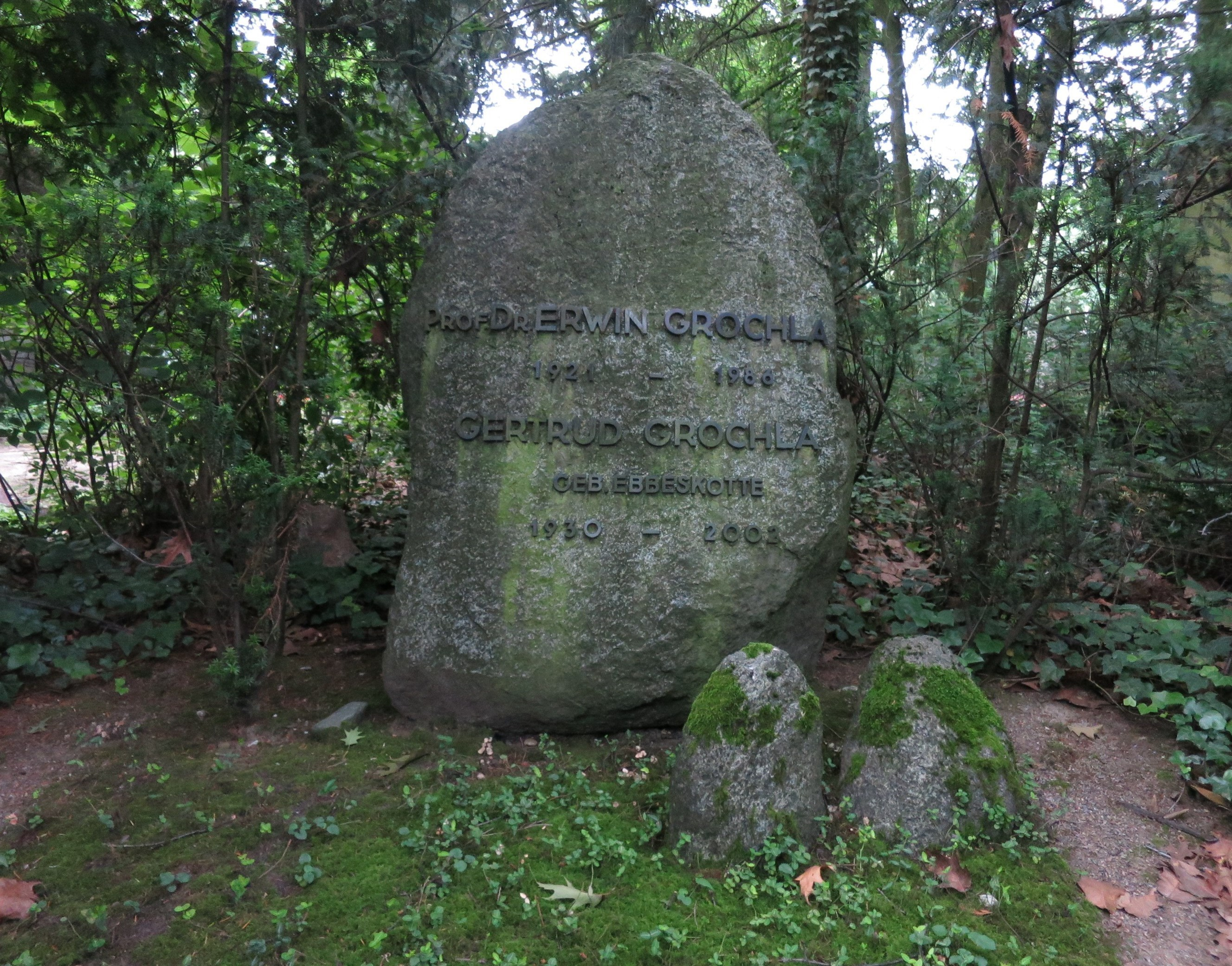
Grabstätte auf dem Friedhof Melaten

Grochla wurde 1960 an die Universität zu Köln, 1961 an die Universität des Saarlandes in Saarbrücken und an die Universität Frankfurt berufen. Nach Annahme des Kölner Rufes wurde er am 1. Juni 1961 zum Direktor des Seminars für Allgemeine Betriebswirtschaftslehre und Organisationslehre der Kölner Universität bestellt. 1963 wurde Grochla auch zum Geschäftsführenden Direktor des von ihm in Verbindung mit der Wirtschaft gegründeten „Betriebswirtschaftlichen Institutes für Organisation und Automation (BIFOA)“ an der Universität zu Köln bestellt. Von 1963 bis 1968 war er Mitglied im Gründungsausschuss für die Universität Dortmund. Weitere Berufungen folgten 1965 an die Universität Bochum und Friedrich-Alexander-Universität Erlangen-Nürnberg und 1970 an die damalige Hochschule für Welthandel in Wien, die er alle nicht annahm. Mit acht Berufungen gehört er zu den meistberufenen Hochschullehrern für Wirtschaftswissenschaften im deutschsprachigen Raum.
Grochla war Mitglied der katholischen Studentenverbindung KStV Askania-Burgundia Berlin im KV.
Erwin Grochla starb 1986 und wurde in Köln auf dem Melaten-Friedhof (Flur 64A) beigesetzt.

## Forschungsschwerpunkte
Grochlas Forschungsschwerpunkte waren u. a. die Betriebswirtschaftliche Organisationslehre und integrierte Gesamtmodelle der Datenverarbeitung. Seine ausgewiesene Expertise führte zu wiederholten Einladungen zu Vorträgen und gemeinsamen Arbeiten an Forschungsinstituten und Universitäten der USA, in England, Moskau, Tokio und vielen anderen Städten. Außerdem wurden ihm verschiedene einflussreiche öffentliche Ämter übertragen. Neben der bereits erwähnten Mitarbeit an der Gründung der Universität Dortmund war er Mitglied des Gründungsausschusses und anschließend Vorstandsmitglied des Universitätsseminars der Wirtschaft (USW) sowie Mitglied in verschiedenen Sachverständigenkreisen der Bundesregierung. Außerdem war Grochla Vorstandsmitglied der Schmalenbach-Gesellschaft für Betriebswirtschaft e. V.

## Ehrungen
- Am 30. Mai 1979 wurde ihm die Ehrendoktorwürde der FU Berlin mit folgender Begründung verliehen:
  - „für seine grundlegenden Beiträge zum Aufbau eines umfassenden Forschungskonzeptes und Lehrsystems der betriebswirtschaftlichen Organisationslehre und für seine richtungsweisenden Arbeiten auf dem Gebiet der betriebswirtschaftlichen Informationssysteme, für seine erfolgreiche und weithin anerkannte Lehrtätigkeit und seine Verdienste um die Förderung des wissenschaftlichen Nachwuchses in der Betriebswirtschaftslehre.“[3]
- 2003 beschloss das Präsidium und die Mitgliederversammlung des BIFOA zur Ehrung und zum Gedenken an die besonderen Leistungen von Erwin Grochla, dem Gründer des BIFOA einen „Erwin-Grochla-Fonds“ einzurichten.[4]

## Werke (Auswahl)
Zu den wichtigsten Veröffentlichungen Grochlas gehören:
- Einzelschriften (Autor bzw. Mitautor)
  - Betrieb und Wirtschaftsordnung (1954)
  - Materialwirtschaft (mehrere Aufl. 1958, 1973, 1978, 1986, 1992; 3. Aufl. u. d. T. Grundlagen der Materialwirtschaft)
  - Unternehmensorganisation (1972)
  - Betriebliche Planung und Informationssysteme (1975)
- Herausgeber bzw. Mitherausgeber
  - Handwörterbuch der Organisation (verschiedene Aufl. 1964, 1969, 1973, 1980)
  - Handwörterbuch der Betriebswirtschaft (mehrere Bände und Aufl. 1974–1976)
  - Beschaffung in der Unternehmung: Einführung in eine umfassende Beschaffungslehre (1980)